# Steingrubenkogel (Kalkkögel)
Der Steingrubenkogel ist mit 2633 m ü. A. der vierthöchste Gipfel der Kalkkögel in den Stubaier Alpen. 
Als markanter Kegel südlich des Hoadlsattels lässt er sich sowohl durch seine Gestalt als auch durch die südlich benachbarte Alpenklubscharte gut ausmachen.

## Anstiege

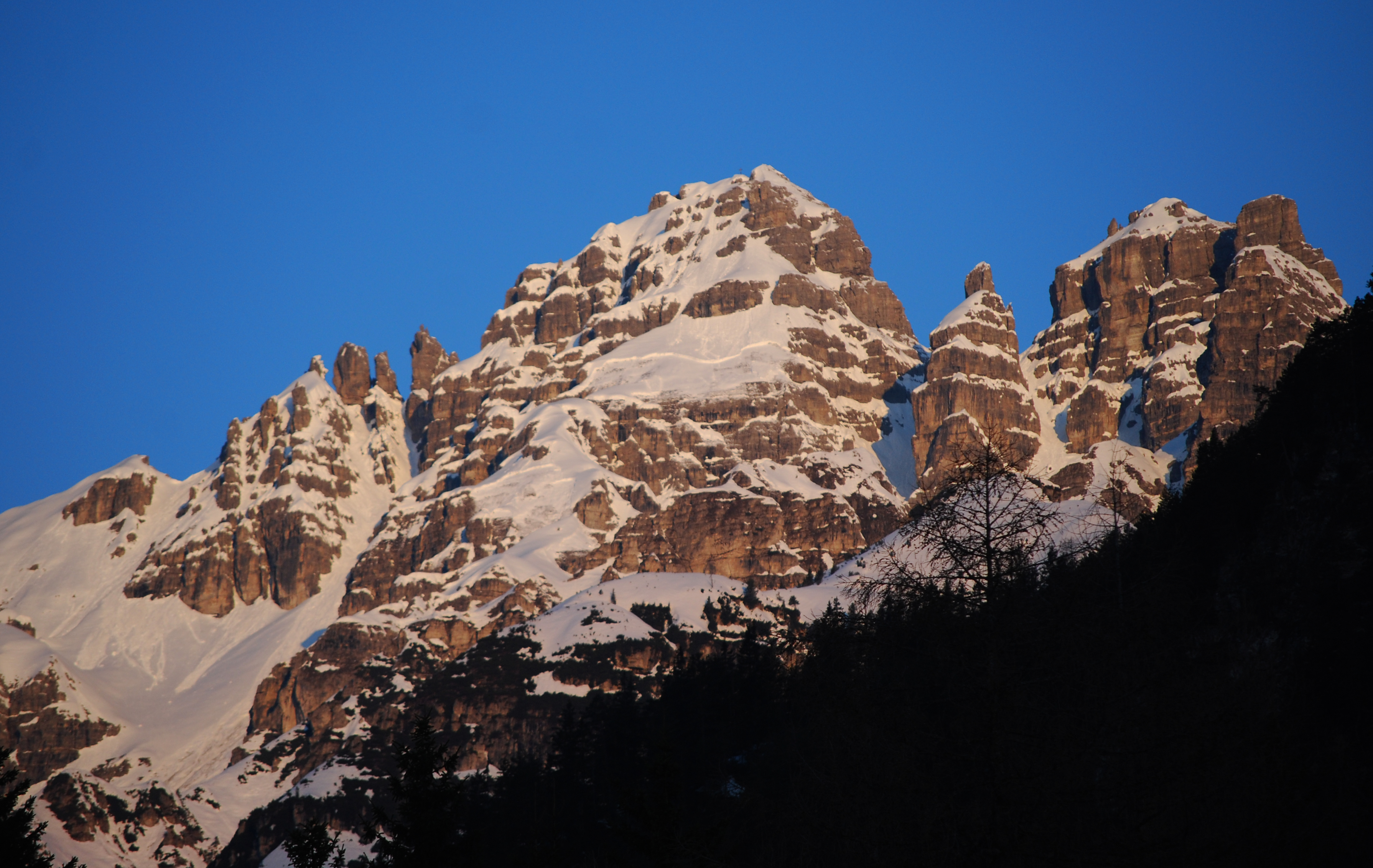
Steingrubenkogel von Osten

Die am meisten benutzte Variante ist der markierte Steig von Süden und Osten, kurz bekannt als „Ostgrat“, dessen Beginn sowohl vom Gsallerweg als auch von der Alpenklubscharte über die Nadelscharte erreichbar ist. Der Steig enthält kleinere Kletterstellen im Schwierigkeitsgrad UIAA I.
Sehr beliebt ist auch der Südwestanstieg („Westgrat“) von der Alpenklubscharte. An mehreren Nadeln vorbei führt der stellenweise mit Drahtseilen versicherte Steig über Bänder, Risse und kleinere Kamine, zuletzt über Schrofen zum Gipfel. Hier einige Stellen UIAA II.
Die weiteren Anstiege, darunter eine Variante zum Westgrat und die Nordflanke von der Steingrubenscharte, sind schwieriger.